# Аркадіуш Кулинич
Аркадіуш Марцін Кулинич (пол. Arkadiusz Marcin Kułynycz; нар. 26 грудня 1992, Мястко, гміна Мястко, Битівський повіт, Поморське воєводство) — польський борець греко-римського стилю, бронзовий призер чемпіонату світу, бронзовий призер Європейських ігор, учасник Олімпійських ігор.

## Життєпис
Боротьбою почав займатися з 8 років у ЗКС «Мястко». Його першим тренером був Казімеж Ванке. У віці 16 років він переїхав до Радома, де почав навчатися в спортивній школі. Відтоді він представляє клуб «Olympian Radom», де тренується під керівництвом Влодзімежа Завадського (золотого медаліста Афінської Олімпіади). Призер Чемпіонату світу-2021 та Європейських ігор-2019. На Чемпіонаті Польщі здобув сім золотих (2014, 2016, 2017, 2018, 2019, 2020 та 2021) та дві срібні медалі (2013 та 2023).

## Спортивні результати на міжнародних змаганнях

### Виступи на Олімпіадах
| Змагання                    | Збірна | Вагова категорія                 | Місце |
| --------------------------- | ------ | -------------------------------- | ----- |
| Літні Олімпійські ігри 2024 | Польща | греко-римська боротьба, до 87 кг | 5     |

### Виступи на Чемпіонатах світу
| Змагання                        | Збірна | Вагова категорія                 | Місце  |
| ------------------------------- | ------ | -------------------------------- | ------ |
| Чемпіонат світу з боротьби 2014 | Польща | греко-римська боротьба, до 75 кг | 32     |
| Чемпіонат світу з боротьби 2019 | Польща | греко-римська боротьба, до 87 кг | 17     |
| Чемпіонат світу з боротьби 2021 | Польща | греко-римська боротьба, до 87 кг | Бронза |
| Чемпіонат світу з боротьби 2023 | Польща | греко-римська боротьба, до 87 кг | 12     |

### Виступи на Чемпіонатах Європи
| Змагання                         | Збірна | Вагова категорія                 | Місце |
| -------------------------------- | ------ | -------------------------------- | ----- |
| Чемпіонат Європи з боротьби 2012 | Польща | греко-римська боротьба, до 74 кг | 9     |
| Чемпіонат Європи з боротьби 2016 | Польща | греко-римська боротьба, до 75 кг | 14    |
| Чемпіонат Європи з боротьби 2017 | Польща | греко-римська боротьба, до 75 кг | 16    |
| Чемпіонат Європи з боротьби 2020 | Польща | греко-римська боротьба, до 87 кг | 8     |
| Чемпіонат Європи з боротьби 2021 | Польща | греко-римська боротьба, до 87 кг | 18    |
| Чемпіонат Європи з боротьби 2022 | Польща | греко-римська боротьба, до 87 кг | 11    |
| Чемпіонат Європи з боротьби 2023 | Польща | греко-римська боротьба, до 87 кг | 14    |

### Виступи на Європейських іграх
| Змагання              | Збірна | Вагова категорія                 | Місце  |
| --------------------- | ------ | -------------------------------- | ------ |
| Європейські ігри 2019 | Польща | греко-римська боротьба, до 87 кг | Бронза |

### Виступи на Чемпіонатах світу серед студентів
| Змагання                                        | Збірна | Вагова категорія                 | Місце  |
| ----------------------------------------------- | ------ | -------------------------------- | ------ |
| Чемпіонат світу з боротьби серед студентів 2014 | Польща | греко-римська боротьба, до 75 кг | Бронза |
| Чемпіонат світу з боротьби серед студентів 2016 | Польща | греко-римська боротьба, до 80 кг | 8      |

### Виступи на інших змаганнях
| Змагання                                                       | Збірна | Вагова категорія                 | Місце  |
| -------------------------------------------------------------- | ------ | -------------------------------- | ------ |
| Тор Мастерс 2012                                               | Польща | греко-римська боротьба, до 74 кг | 4      |
| Турнір Дана Колова — Николи Петрова 2013                       | Польща | греко-римська боротьба, до 74 кг | 8      |
| Гран-прі Німеччини з боротьби 2013                             | Польща | греко-римська боротьба, до 74 кг | Бронза |
| Літня Універсіада 2013                                         | Польща | греко-римська боротьба, до 74 кг | 5      |
| Кубок Владислава Пітласинські 2013                             | Польща | греко-римська боротьба, до 74 кг | 24     |
| Золотий Гран-прі з боротьби 2014 (Париж)                       | Польща | греко-римська боротьба, до 75 кг | 7      |
| Кубок Владислава Пітласинські 2014                             | Польща | греко-римська боротьба, до 75 кг | Золото |
| Золотий Гран-прі з боротьби 2014 (Баку)                        | Польща | греко-римська боротьба, до 75 кг | 5      |
| Меморіал Олега Караваєва 2014                                  | Польща | греко-римська боротьба, до 75 кг | 5      |
| Гран-прі FILA 2015                                             | Польща | греко-римська боротьба, до 75 кг | 8      |
| Гран-прі Іспанії з боротьби 2015                               | Польща | греко-римська боротьба, до 75 кг | 5      |
| Кубок Владислава Пітласинські 2015                             | Польща | греко-римська боротьба, до 75 кг | 8      |
| Кубок Вантаа з боротьби 2015                                   | Польща | греко-римська боротьба, до 80 кг | Срібло |
| Кубок Арво Хаавісто 2015                                       | Польща | греко-римська боротьба, до 80 кг | Бронза |
| Гран-прі Загреба з боротьби 2016                               | Польща | греко-римська боротьба, до 75 кг | Срібло |
| Гран-прі Угорщини з боротьби 2016                              | Польща | греко-римська боротьба, до 75 кг | 20     |
| Олімпійський кваліфікаційний турнір з боротьби 2016 (Зренянин) | Польща | греко-римська боротьба, до 75 кг | 12     |
| Кубок Владислава Пітласинські 2016                             | Польща | греко-римська боротьба, до 80 кг | 11     |
| Меморіал Олега Караваєва 2016                                  | Польща | команда                          | 5      |
| Клубний чемпіонат світу з боротьби 2016                        | Польща | команда                          | 13     |
| Гран-прі Парижа з боротьби 2017                                | Польща | греко-римська боротьба, до 75 кг | Срібло |
| Тор Мастерс 2017                                               | Польща | греко-римська боротьба, до 75 кг | Золото |
| Меморіал Олега Караваєва 2017                                  | Польща | команда                          | 7      |
| Гран-прі Німеччини з боротьби 2018                             | Польща | греко-римська боротьба, до 87 кг | 16     |
| Кубок Арво Хаавісто 2018                                       | Польща | греко-римська боротьба, до 87 кг | Бронза |
| Гран-прі Загреба з боротьби 2019                               | Польща | греко-римська боротьба, до 87 кг | Бронза |
| Турнір Дана Колова — Николи Петрова 2019                       | Польща | греко-римська боротьба, до 87 кг | 7      |
| Тор Мастерс 2020                                               | Польща | греко-римська боротьба, до 87 кг | Бронза |
| Чемпіонат Польщі з боротьби 2020                               | Польща | греко-римська боротьба, до 87 кг | Золото |
| Кубок Владислава Пітласинські 2021                             | Польща | греко-римська боротьба, до 87 кг | 5      |
| Відкритий чемпіонат Загреба з боротьби 2022                    | Польща | греко-римська боротьба, до 87 кг | 14     |
| Турнір Вехбі Емре і Гаміта Каплана 2022                        | Польща | греко-римська боротьба, до 87 кг | 7      |
| Турнір Дана Колова — Николи Петрова 2023                       | Польща | греко-римська боротьба, до 87 кг | 9      |
| Тор Мастерс 2023                                               | Польща | греко-римська боротьба, до 87 кг | 10     |
| Кубок Друскінінкая 2023                                        | Польща | греко-римська боротьба, до 87 кг | Срібло |
| Кубок Владислава Пітласинські 2023                             | Польща | греко-римська боротьба, до 87 кг | Бронза |
| Гран-прі Німеччини з боротьби 2023                             | Польща | греко-римська боротьба, до 87 кг | 5      |
| Гран-прі Франції Анрі Деглана 2024                             | Польща | греко-римська боротьба, до 87 кг | 5      |
| Тор Мастерс 2024                                               | Польща | греко-римська боротьба, до 87 кг | 4      |
| Олімпійський кваліфікаційний турнір з боротьби 2024 (Стамбул)  | Польща | греко-римська боротьба, до 87 кг | Бронза |
| Гран-прі Іспанії з боротьби 2024                               | Польща | греко-римська боротьба, до 87 кг | Золото |

### Виступи на змаганнях молодших вікових груп
| Змагання                                       | Збірна | Вагова категорія                 | Місце  |
| ---------------------------------------------- | ------ | -------------------------------- | ------ |
| Балтійські молодіжні ігри 2007                 | Польща | греко-римська боротьба, до 46 кг | 5      |
| Чемпіонат Європи з боротьби серед кадетів 2007 | Польща | греко-римська боротьба, до 42 кг | 15     |
| Чемпіонат світу з боротьби серед юніорів 2011  | Польща | греко-римська боротьба, до 74 кг | Бронза |
| Чемпіонат Європи з боротьби серед юніорів 2012 | Польща | греко-римська боротьба, до 74 кг | Бронза |
| Чемпіонат світу з боротьби серед юніорів 2012  | Польща | греко-римська боротьба, до 74 кг | 17     |